# Sitoni
I Sitoni (in latino Sitones) furono un popolo vissuto in Scandinavia nel I secolo. Vengono citati solo da Tacito nel 97 nella sua Germania. Tacito li considerava un popolo simile ai Sueoni, ma non è chiaro se appartenessero, al pari di questi, ai popoli germanici settentrionali.

## Descrizione
(Tacito, De origine et situ Germanorum, XLV, 9.)
Sono numerose le ipotesi riguardo alle origini dei Sitoni. Secondo una teoria il nome è un parziale errore di trascrittura di Sigtuna, uno dei principali centri del regno svedese, in seguito chiamato in latino "Situne". In questo caso potrebbe trattarsi di un ricordo del periodo in cui gli svedesi erano governati da una certa regina, descritta anche nella Saga di Disa.
Un'altra ipotesi è che i Sitoni vivessero nell'attuale Finlandia occidentale, e che si trattasse di coloni germanici o di un gruppo di finnici; a volte sono stati indicati come primi abitanti di Kvenland: Kyösti Julku afferma che «non c'è nessuna vaghezza sulla localizzazione geografica dei Sitoni» e li posiziona in Finlandia come predecessori dei Kven